# Токарев, Николай Александрович
Николай Александрович То́карев (1907—1944) — советский лётчик минно-торпедной авиации, участник советско-финской и Великой Отечественной войн, Герой Советского Союза (21.04.1940). Генерал-майор авиации (22.01.1944).

## Биография
Родился 31 марта (13 апреля) 1907 года в Туле в семье рабочего. Русский. Член ВКП(б) с 1926 года. Окончил 10 классов. Работал слесарем на Тульском оружейном заводе. В 1930 году, по окончании рабфака, поступил в Московское высшее техническое училище имени Н. Э. Баумана.
В РККФ с мая 1931 года. В 1932 году окончил 1-ю военную школу лётчиков имени А. Ф. Мясникова. После выпуска был направлен в 1-ю военную школу морских лётчиков и лётчиков-наблюдателей ВВС РККА имени Сталина в Ейске, где служил инструктором и командиром звена. Затем служил в строевых частях ВВС Черноморского флота: командир звена 34-го минно-торпедного отряда, с июня 1937 командир отряда 71-й скоростной бомбардировочной авиационной бригады, с мая 1938 — помощник командира эскадрильи 40-го скоростного бомбардировочного авиационного полка. Авиаотряд под его командованием по итогам 1937 года был признан лучшим в ВВС Черноморского флота, сам командир награждён орденом «Знак Почёта».
В апреле 1939 года переведён в ВВС Балтийского флота, назначен помощником командира 1-го минно-торпедного авиаполка 8-й бомбардировочной авиационной бригады, а уже в мае — командиром эскадрильи в этом полку.

### Участие в Зимней войне и налеты на Хельсинки
Участник советско-финской войны 1939—1940 годов. Командир 3-й эскадрильи 1-го минно-торпедного авиаполка 8-й бомбардировочной авиационной бригады ВВС Балтийского флота майор Токарев Н. А. совершил 57 боевых вылетов, нанеся противнику значительный урон в живой силе и технике.

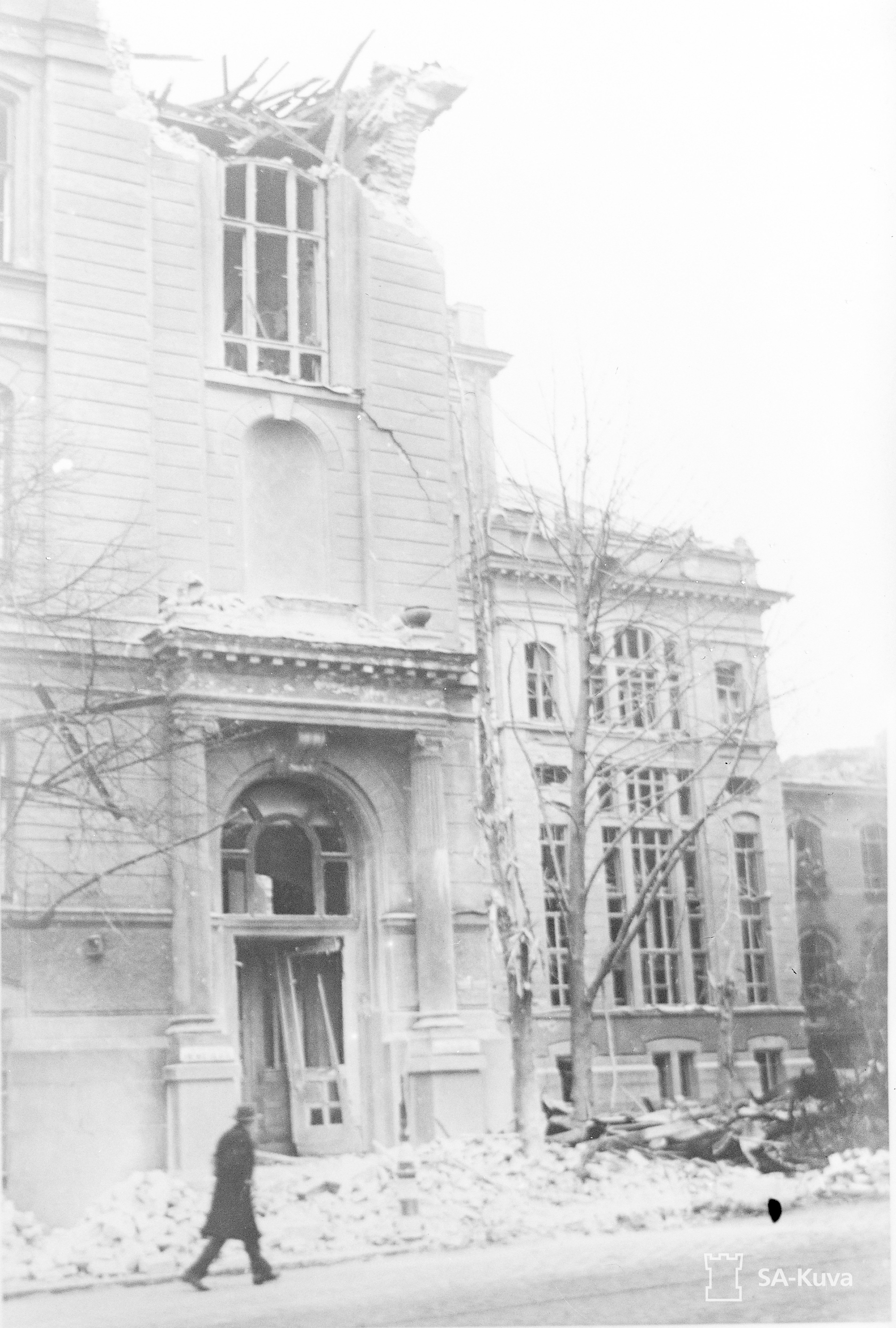
Высшая техническая школа после бомбежки

30 ноября 1939 года в 13:10 с аэродрома Клопицы восемь ДБ-3 3-й эскадрильи 1-го авиаполка ВВС КБФ под командованием капитана Н. А. Токарева вылетела для атаки финских броненосцев береговой обороны в районе Ханко. В условиях низкой облачности корабли найти не удалось и в 16:50 по московскому времени (14:50 в Хельсинки) эскадрилья вышла на запасную цель - порт и нефтехранилища Хельсинки. Бомбометание производилось с большой высоты, несколько бомб упали недалеко от парламента и Зоологического музея. Сильно пострадал густонаселенный район между Высшей технической школой и автобусной станцией. 91 человек был убит, 236 ранено. Налет эскадрильи Токарева оказался самым разрушительным из всех, которым подверглись Хельсинки и послужил непосредственным поводом к исключению СССР из Лиги Наций: результаты налёта были успешно использованы финским руководством в пропагандистских целях. Налёт произвел крайне негативное впечатление на мировую общественность, а фотографии разрушенных городских кварталов облетели передовицы газет многих стран мира, уравняв в сознании читателей бомбардировки столицы Финляндии с бомбардировкой Герники. Президент Рузвельт направил протест советскому послу в США, и затем Лига Наций 14 декабря 1939 года исключила СССР из своих членов.
Указом Президиума Верховного Совета СССР от 21 апреля 1940 года за образцовое выполнение боевых заданий командования в советско-финской войне майору Токареву Николаю Александровичу присвоено звание Героя Советского Союза с вручением ордена Ленина и медали «Золотая Звезда». 3-я эскадрилья, которой он командовал, была награждена орденом Красного Знамени.
После войны в мае 1940 года вновь назначен помощником командира 1-го минно-торпедного авиаполка, а в августе 1940 года стал командиром этого полка. В феврале 1941 года опять переведён на Чёрное море помощником командира 2-го минно-торпедного авиаполка, в апреле 1941 года назначен заместителем командира этого полка.

### Участие в Великой Отечественной войне
Участник Великой Отечественной войны в составе ВВС Черноморского флота с июня 1941 года. Первым военным летом во главе больших групп самолётов полка совершал воздушные налёты на главную румынскую военно-морскую базу Констанца, на нефтепромыслы Плоешти и на военные объекты в районе Бухареста. В ноябре 1941 года назначен командиром 2-го минно-торпедного авиационного полка, преобразованного в апреле 1942 года в 5-й гвардейский минно-торпедный авиационный полк, с полком участвовал в обороне Севастополя и в битве за Кавказ.
С октября 1942 года до 14 июля 1943 года командовал 63-й тяжёлобомбардировочной авиационной бригадой дальнего действия ВВС Черноморского флота, с июля 1943 года — созданной на её базе 1-й минно-торпедной авиационной дивизией, морские лётчики которой особо отличились в ходе Новороссийско-Таманской операции советских войск и в освобождении городов Новороссийск и Анапа.
В июне 1942 года подполковник Н. А Токарев был представлен к присвоению звания дважды Героя Советского Союза, но вышестоящим командованием награда заменена на орден Красного Знамени.
22 января 1944 года полковнику Токареву Н. А. присвоено воинское звание «генерал-майор авиации». За годы Великой Отечественной войны выполнил 72 боевых вылета.

### Гибель
30 января 1944 года погиб в районе села Уютное под Евпаторией. По воспоминаниям флагманского штурмана дивизии, позднее генерал-лейтенанта авиации П. И. Хохлова, Токарев остался недоволен неудачным бомбометанием одного из полков, выполненным по транспортному конвою, шедшему в Евпаторию, и решил попытаться совершить торпедную атаку на конвой до того, как конвой сможет укрыться в порту Евпатории. В результате, за короткое время удалось подготовить к взлету лишь два торпедоносца, один из которых вернулся на аэродром из-за неисправности. Торпедную атаку Токарев совершал на одном торпедоносце А-20 Бостон, под прикрытием семи истребителей «Аэрокобра», которые пытались отвлечь противника, выполняя штурмовку кораблей. Тем не менее огонь зенитной артиллерии сосредоточился на самолете Токарева, у которого загорелся правый двигатель. Токареву удалось посадить самолет в районе Мойнакского озера, при этом сам он погиб, а штурман майор Николай Андреевич Маркин и стрелок-радист сержант Василий Гончаров были в тяжелом состоянии взяты в плен. Подробно этот боевой эпизод разбирается в книге М. Э. Морозова «Морская торпедоносная авиация», где привлекается подробное описание К. Д. Денисова, который прикрывал Токарева на одной из «Аэрокобр». Наиболее вероятным признается гибель Токарева в результате ранения, полученного им еще в воздухе. Кроме того, на основании архивных данных Морозов указывает, что для Токарева это был первый боевой вылет на недавно освоенном им «Бостоне», и первый вылет для низковысотного торпедометания. Мотивом, побудившим Токарева совершить рискованную атаку, могла стать эйфория от получения высокого звания: 29 января командующий флотом адмирал Л. А. Владимирский лично вручил Токареву генеральские погоны. Целью генерала Токарева оказались БДБ “F 333”, “F 382” и  охотник “Uj 308”, стоявшие на якорной стоянке, которые не получили повреждений (что подтверждается как немецкими данными, так и в боевом донесении Денисова).

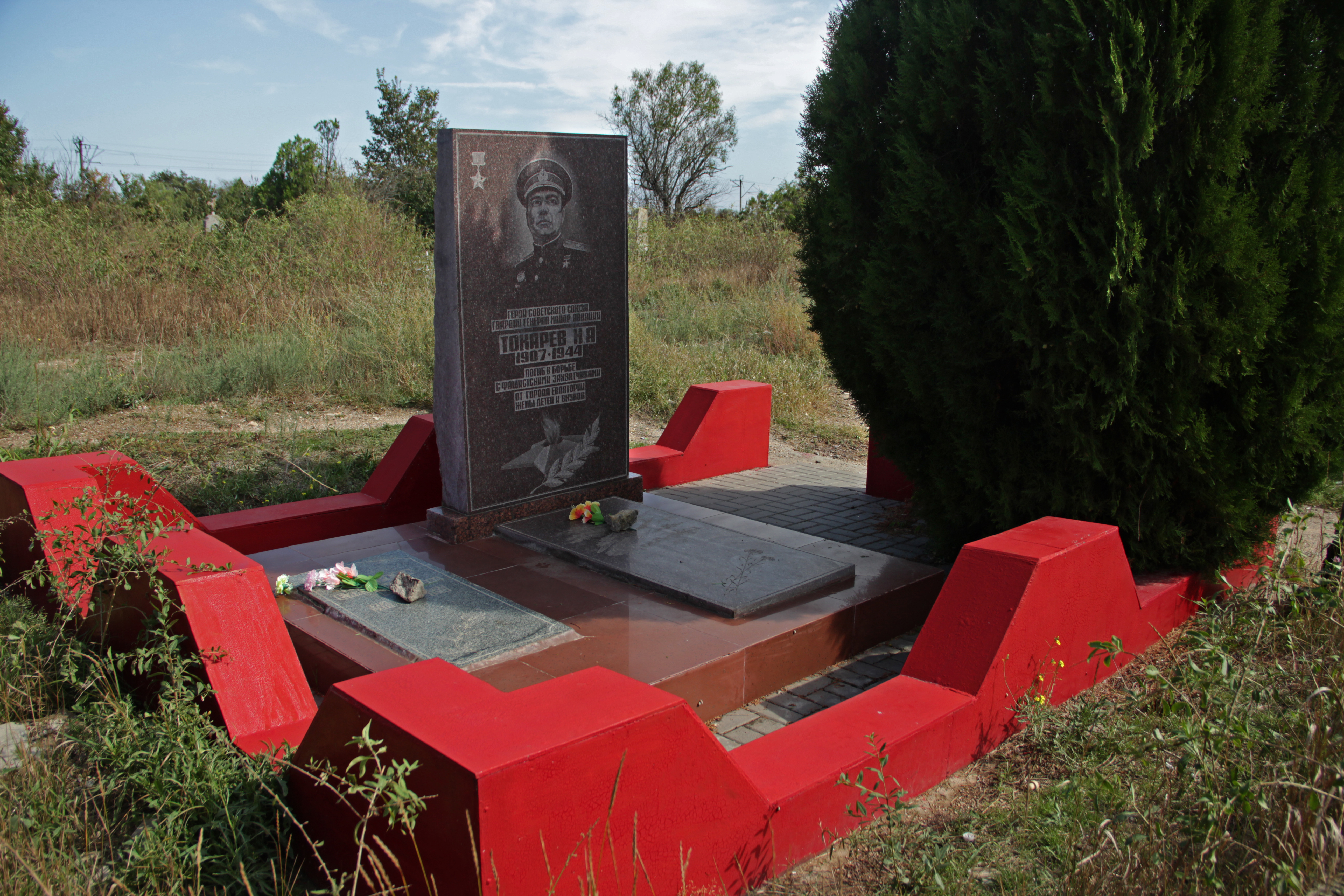
Памятник на старорусском кладбище на Эскадронной улице в Евпатории

Похоронен в Евпатории.

## Награды
- Герой Советского Союза (21.04.1940);
- два ордена Ленина (7.02.1940, 21.04.1940);
- два ордена Красного Знамени (9.08.1942, 8.4.1943);
- орден Отечественной войны I степени (18.5.1944, посмертно);
- орден «Знак Почёта» (1938);
- медаль «За оборону Севастополя»;
- медаль «За оборону Одессы».

## Память
- В 1944 году имя Героя Советского Союза Токарева Н. А. было присвоено дивизии, которой он командовал. В мае 1944 года ей было присвоено гвардейское звание и она именовалась 2-я гвардейская минно-торпедная авиационная Севастопольская Краснознамённая дивизия имени Героя Советского Союза Н. А. Токарева ВВС Черноморского флота
- Именем Героя названы улицы в Евпатории, улица в Симферополе, Севастополе, Светлогорске и Туле, а также школы в Туле, в городе Евпатория и в с. Столбовое Сакского района Республики Крым.
- Посёлок Каяла в 1948 году переименован в посёлок Токарево Выборгского района Ленинградской области.
- В Евпатории 23 февраля 1957 года установлен памятник Токареву.
- На сессии Евпаторийского городского совета 28 марта 2008 года единогласно присвоено Герою Советского Союза генерал-майору авиации Н. А. Токареву звания «Почётный гражданин города Евпатории» (посмертно).